# José María Giménez
José María Giménez de Vargas (Toledo, 1995. január 20. –) uruguayi válogatott labdarúgó, jelenleg az Atlético Madrid játékosa.

## Pályafutása

### Danubio
Giménez 2012. november 17-én debütált a River Plate csapata ellen. A mérkőzést végigjátszotta, ám 2-0-s vereséget szenvedett. 

### Atlético Madrid
2013. április 25-én megerősítették, hogy Giménez 900 000 euróért írt alá a spanyol Atlético Madrid csapatával, és a 2013–14-es szezon előszezonjában csatlakozik a klubhoz.
Szeptember 14-én Giménez debütált az Atleticóban - és a La Ligában - az UD Almería ellen egy 4–2-es hazai győzelemmel.
Giménez 2014. december 6-án szerezte meg első gólját a klubban, és 2–0-s győzelmet aratott az Elche CF vendégeként, ezzel az Atlético a második helyre került. Fejjel szerzett gólt a legnagyobb rivális, Real Madrid ellen is  2015 januárjában a Copa del Rey nyolcaddöntőjében, egy 2-0-ra megnyert találkozón. 2019. február 20-án Giménez az olasz bajnok Juventus elleni 2–0-s hazai győzelem során szerezte meg a vezetést, ezzel előnyhöz juttatta az Atléticót az UEFA Bajnokok Ligája nyolcaddöntőjének első mérkőzésén. A 2019–20-as szezon előtt Giménez lett a csapat harmadik kapitánya, Koke és Jan Oblak mögött.

2021.01.12-én a Sevilla elleni mérkőzésen Giménez megkapta a 200. atléticos meccséért járó emlékplakettet!

## Sikerek
Atlético Madrid
- Spanyol bajnok (1): 2013–14
- Spanyol labdarúgó-szuperkupa (1): 2014
- UEFA-bajnokok ligája döntős (2): 2013-14, 2015-16
- Európa-liga: 2017–18
- UEFA-Szuperkupa bajnok: 2018-19

## Fordítás
Ez a szócikk részben vagy egészben  a   José María Giménez című angol Wikipédia-szócikk fordításán alapul.  Az eredeti cikk szerkesztőit annak laptörténete sorolja fel. Ez a jelzés csupán a megfogalmazás eredetét és a szerzői jogokat jelzi, nem szolgál a cikkben szereplő információk forrásmegjelöléseként.